# Hans van den Broek

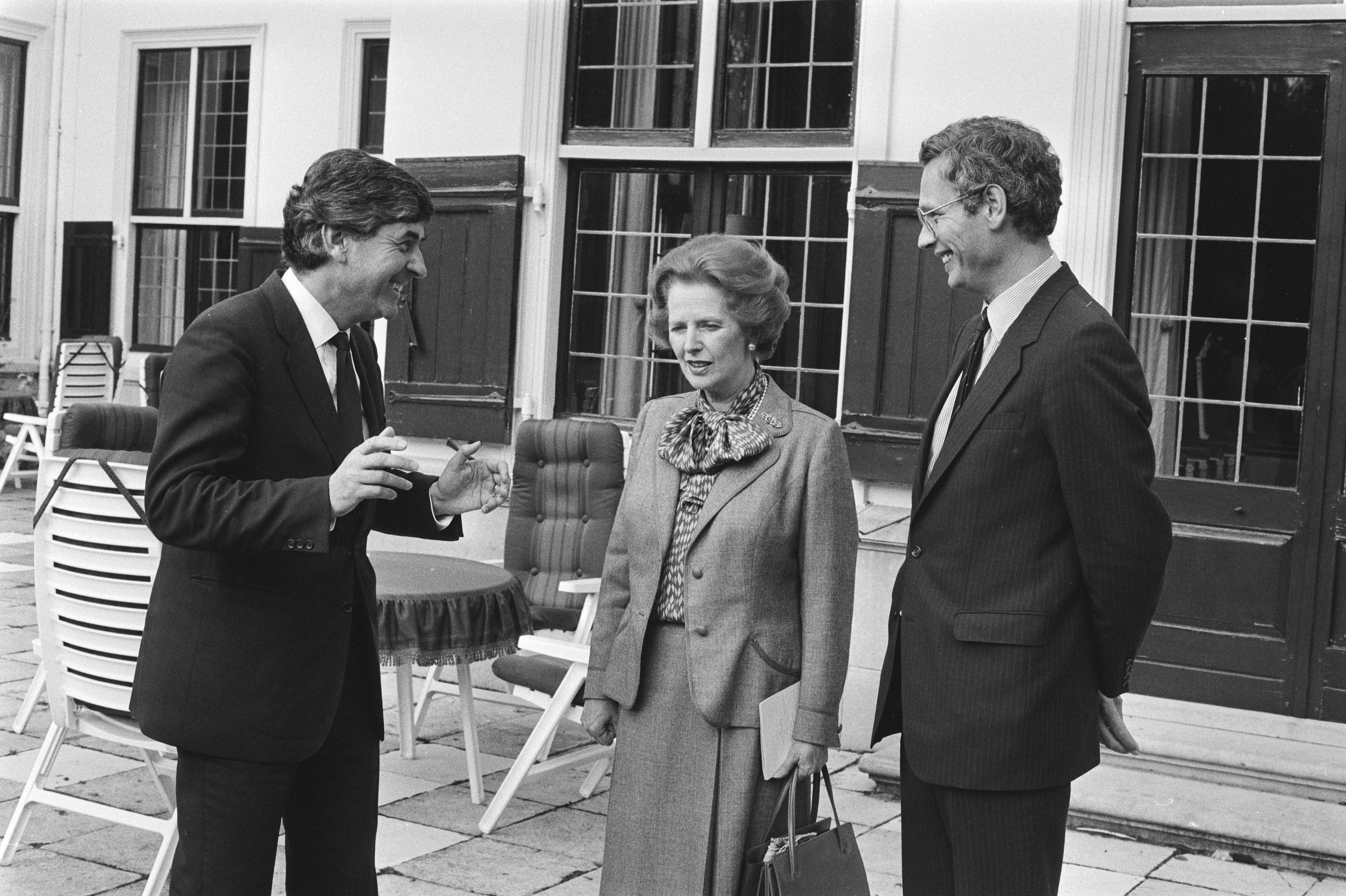
Ruud Lubbers, Margaret Thatcher en Van den Broek bij het Catshuis (1983)

Henri (Hans) van den Broek (Parijs, 11 december 1936 – Bussum, 22 februari 2025) was een Nederlands politicus. Gedurende bijna dertig jaar, van 1970 tot 1999, was hij actief in de politiek. Zijn belangrijkste functies tijdens die periode waren minister van Buitenlandse Zaken en Europees commissaris voor Buitenlandse Betrekkingen. In 2005 werd hij benoemd tot minister van staat.

## Jeugd en studie
Hij groeide op in Hilversum, waar zijn vader Hendrik van den Broek directeur van Radio Nederland Wereldomroep was. Hij studeerde in 1965 af in het Nederlands recht aan de Rijksuniversiteit Utrecht. In 1973 volgde hij een opleiding senior-management aan het instituut De Baak te Noordwijk. 

## Carrière
Van den Broek begon zijn loopbaan als advocaat bij advocatenkantoor Blom & Dutilh in Rotterdam en was later werkzaam bij ENKA in Arnhem. Namens de Katholieke Volkspartij (KVP) was hij tussen 1970 en 1974 raadslid en fractievoorzitter in de gemeenteraad van Rheden. In 1976 kwam hij tussentijds in de Tweede Kamer der Staten-Generaal, in de plaats van de vertrokken Gerard ter Woorst. Hij werd op 12 oktober 1976 geïnstalleerd.
Hij was tussen 1976 en 1981 Tweede Kamerlid namens achtereenvolgens de KVP en het Christen-Democratisch Appèl (CDA). Tussen 1978 en 1980 maakte hij deel uit van het partijbestuur van de KVP. In 1978 en 1979 was hij lid van de bijzondere commissie die onderzoek deed naar de kennis die politici en anderen na de Tweede Wereldoorlog hadden over het oorlogsverleden van Willem Aantjes.
In de kabinetten Van Agt II en Van Agt III was hij in 1981 en 1982 staatssecretaris van Buitenlandse Zaken. Van den Broek raakte vooral bekend als minister van Buitenlandse Zaken in de kabinetten Lubbers I, Lubbers II en Lubbers III. In januari 1993 trad hij af als minister. Als minister werd hij internationaal vooral bekend in 1991, toen hij, als lid van een driemanschap optredend namens de Europese Unie, een rol speelde bij de totstandkoming van het Akkoord van Brioni dat het einde van de Tiendaagse Oorlog in Slovenië betekende.
Op 6 januari 1993 werd Van den Broek lid van de Europese Commissie. In zijn latere functie in Brussel was hij belast met de buitenlandse betrekkingen en met de uitbreiding van de Europese Unie. Deze functie vervulde hij tot maart 1999. Medewerker en woordvoerder was D66-politica Lousewies van der Laan. Vanaf 2005 was Van den Broek minister van staat.
Tot mei 2011 was Van den Broek voorzitter van Instituut Clingendael (het Nederlands Instituut voor Internationale Betrekkingen). Ook was hij voorzitter van het bestuur van Radio Nederland Wereldomroep, waar zijn vader directeur van was geweest.

## Privéleven

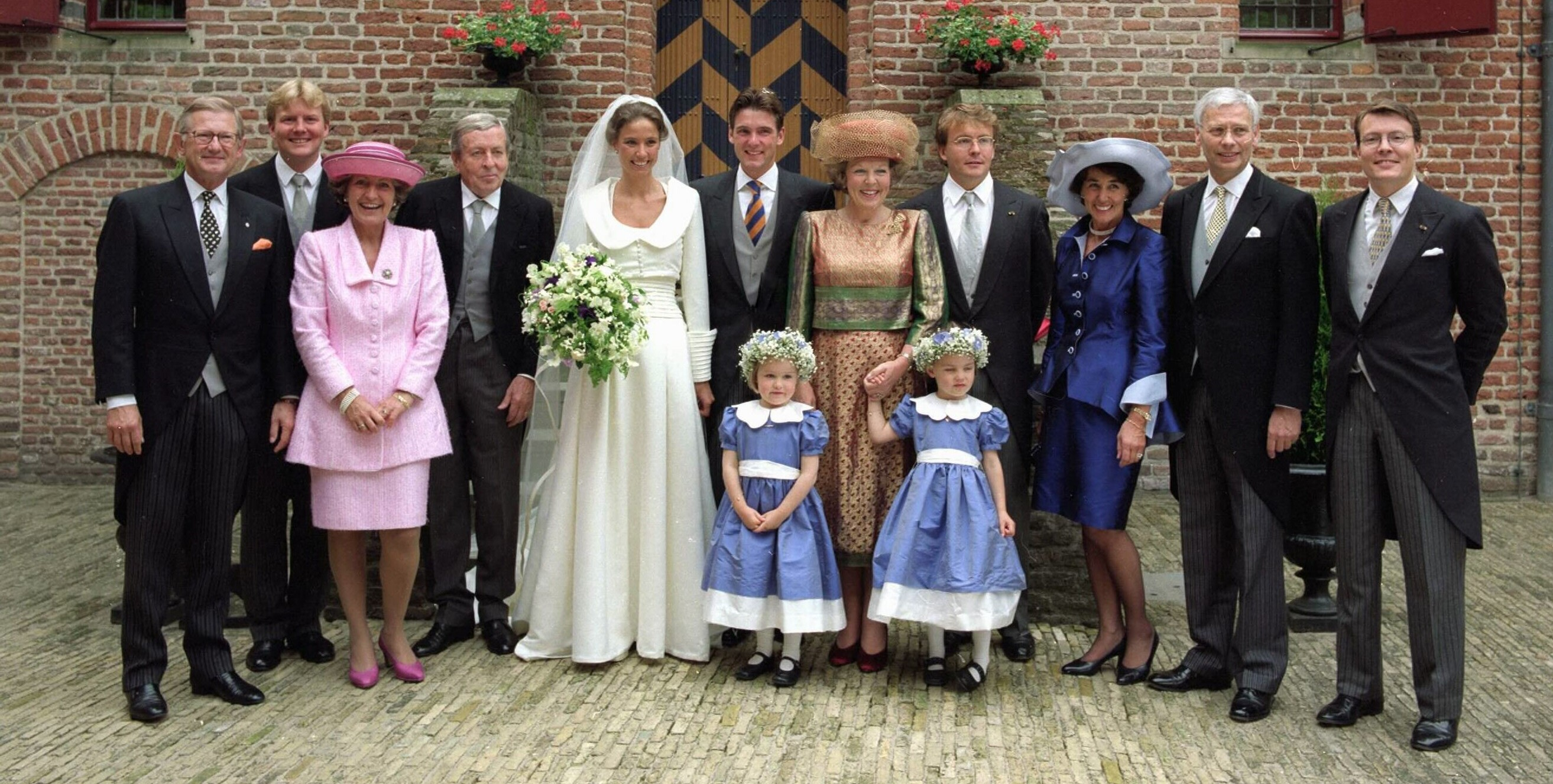
Huwelijk van Van den Broeks dochter Marilène met prins Maurits (1998)

Hij was getrouwd en had twee dochters. Zijn jongste dochter Marilène trouwde in 1998 met prins Maurits van Oranje-Nassau, Van Vollenhoven. Van den Broek overleed op 22 februari 2025 op 88-jarige leeftijd. De laatste jaren van zijn leven leed hij aan de ziekte van Alzheimer.

## Eerbetoon
- In 1993 ontving hij het Ridder Grootkruis in de Orde van Oranje-Nassau.
- Op 25 februari 2005 werd Van den Broek door de Nederlandse regering benoemd tot minister van Staat.

## Nevenfuncties
- lid bestuur Nederlands Studenten Afrika Gezelschap
- lid Raad van Toezicht Rijksuniversiteit Utrecht, van 1 mei 1997 tot 2007
- voorzitter Carnegie-stichting, van januari 2000 tot 2007
- voorzitter Nederlandse Instituut voor Internationale Betrekkingen 'Clingendael', van 30 maart 2000 tot 2007
- voorzitter bestuur Radio Nederland Wereldomroep, van mei 2000 tot juni 2008
- lid Advisory Board M&A Bureau Stuart Lammert & Co. te Toronto, Canada, tot 2010
- lid Raad van Commissarissen Schiphol Group, vanaf 2000 tot april 2011
- voorzitter Calamiteitencommissie (Stichting Calamiteiten Fonds), van 2000 tot mei 2016
- lid Independent Commission on Turkey, vanaf 2003 - lid Global Leadership Foundation, vanaf 2004
- lid ICNND (Advisory Board International Commission on Nuclear Non-Proliferation and Disarmament), vanaf 2009
- lid Raad van Advies 'The Rights Forum', vanaf 2009

## Verder lezen
- P. Rusman, 'De laatste Koude-Oorlogsstrijder. Hans van den Broek (1982-1993)', in: D. Hellema e.a. (red.), De Nederlandse ministers van Buitenlandse Zaken in de twintigste eeuw. Den Haag, 1999, p. 269.
- A.G. Harryvan en J. van der Harst, 'Poortwachter van de Unie. Hans van den Broek, lid van de Europese Commissie (1993-1999)', in: G. Voerman e.a. (red.), De Nederlandse Eurocommissarissen. Amsterdam, 2010, p. 237.